# Umbro
Umbro, Ltd ist ein englischer Bekleidungs- und Sportartikelhersteller, der seit 2012 zu dem US-amerikanischen Unternehmen Iconix Brand Group gehört. Von 2007 bis 2012 gehörte Umbro zum Sportmarkenkonzern Nike.

## Geschichte
Der Konzern wurde 1920 in Wilmslow, Cheshire, England als „Humphreys Brothers Clothing“ gegründet, änderte seinen Namen jedoch 1924 in UMBRO, ein Kürzel des alten Namens, Humphreys Brothers (Harold Humphreys (1902–1974) und Wallace Humphreys). 1985 stellte Umbro in Brasilien seinen ersten Fußballschuh vor, der zwei Jahre später in Produktion ging.
Am 23. Oktober 2007 gab der US-amerikanische Sportartikelhersteller Nike bekannt, den britischen Konkurrenten zu übernehmen. Umbro wurde als eigenständige Marke weitergeführt. Ende 2012 fand Nike mit dem Unternehmen Iconix einen Käufer für Umbro. Iconix hatte von Nike bereits 2007 die Marke Starter übernommen.

## Ausstatter

### Fußballmannschaften
Umbro stattete seit der Firmengründung viele namhafte Mannschaften aus; die erste war 1934 Manchester City, das in jenem Jahr den FA Cup gewann. Auch andere Mannschaften spielten seither zeitweise oder spielen noch in Umbro-Produkten: Nottingham Forest (dessen ehemaliger Vorsitzender Nigel Doughty auch der Vorsitzende von Umbro war), FC Everton, West Ham United, FC Chelsea, IF Elfsborg, SC Austria Lustenau, Glasgow Rangers, Ajax Amsterdam, Celtic Glasgow, Fortuna Düsseldorf, 1. FC Nürnberg (2016–2021), 1. FC Kaiserslautern, Tennis Borussia Berlin, SpVgg Greuther Fürth, VfL Bochum, Olympique Lyon, CD Lugo, Galatasaray Istanbul, Orduspor, Beşiktaş Istanbul, SV Ried, LASK, ZSKA Moskau, Spartak Moskau, Dinamo Zagreb, Hajduk Split, Korona Kielce, Wisła Krakau, FC Santos, FK Željezničar Sarajevo (seit 2018/19), FC Energie Cottbus, SV Babelsberg 03, SG Wattenscheid 09, Universitario de Deportes, SSV Ulm 1846, Stuttgarter Kickers, Werder Bremen (2018–2023), Dynamo Dresden (seit 2021/22), FC Schalke 04 (2018–2022), VfL Osnabrück (2022–2023), Eintracht Braunschweig (von 2025–2026) und Arminia Bielefeld (seit 2025).
Auch die Nationalmannschaften Brasiliens, Englands, Irlands, Mexikos, Norwegens, Aserbaidschans, Taiwans, Schwedens und Serbiens wurden bzw. werden von Umbro ausgestattet.
Während der Fußball-Weltmeisterschaft 1966 in England trugen 15 der 16 teilnehmenden Mannschaften Umbro-Trikots, bei der WM 2006 mit Schweden und England noch zwei. Zur Fußball-WM 2018 rüstete Umbro die Nationalmannschaft von Peru aus.

### Einzelsportler
Spieler, die mit Umbro in Verbindung stehen, sind Michael Owen, Deco, Luis García, Henrik Larsson, Alan Shearer, John Terry, Andy Carroll, Jordan Henderson, Pepe, David James und Ashlyn Harris.

### Motorsport
Seit 2021 produziert Umbro die Teambekleidung und das Merchandise des Formel-1-Teams Williams.